# Liste der Pfarren im Dekanat Weigelsdorf
Das Dekanat Weigelsdorf ist ein Dekanat im Vikariat Unter dem Wienerwald der römisch-katholischen Erzdiözese Wien.

## Pfarren mit Kirchengebäuden und Kapellen
| Ort                 | Pfarrverband | Seit      | Patrozinium                   | Kirchengebäude und Kapellen                                                                            |                                 |
| ------------------- | ------------ | --------- | ----------------------------- | --- | ------------------------------- |
| Au am Leithaberge   | Leitha-Mitte | um 1450   | St. Nikolaus                  | Pfarrkirche Au am Leithaberge                                                                          | Pfarrkirche Au am Leithagebirge |
| Deutsch-Brodersdorf | Leitha-Mitte | 1783      | St. Philippus und St. Jakobus | Pfarrkirche Deutsch-Brodersdorf                                                                        | Pfarrkirche Deutsch-Brodersdorf |
| Ebreichsdorf        | Fischa Mitte | 1333      | St. Andreas                   | Pfarrkirche Ebreichsdorf Schlosskapelle Ebreichsdorf                                                   | Pfarrkirche Ebreichsdorf        |
| Hof am Leithaberge  | Leitha-Mitte | nach 1250 | St. Michael                   | Pfarrkirche Hof am Leithaberge                                                                         | Pfarrkirche Hof                 |
| Pottendorf          | Fischa Mitte | vor 1188  | St. Jakobus                   | Pfarrkirche Pottendorf Filialkirche Landegg, Kapelle im Landespensionisten- und -pflegeheim Pottendorf | Pfarrkirche Pottendorf          |
| Reisenberg          | Leitha-Mitte | vor 1429  | St. Pankraz                   | Pfarrkirche Reisenberg                                                                                 | Pfarrkirche Reisenberg          |
| Seibersdorf         | Leitha-Mitte | 1783      | St. Leonhard                  | Pfarrkirche Seibersdorf                                                                                | Pfarrkirche Seibersdorf         |
| Unterwaltersdorf    | Fischa Mitte | um 1050   | St. Bartholomäus              | Pfarrkirche Unterwaltersdorf Filialkirche Schranawand, Hubertuskapelle Unterwaltersdorf                | Pfarrkirche Unterwaltersdorf    |
| Wampersdorf         | Fischa Mitte | 1783      | St. Nikolaus                  | Pfarrkirche Wampersdorf                                                                                | Pfarrkirche Wampersdorf         |
| Weigelsdorf         | Fischa Mitte | vor 1340  | St. Peter und Paul            | Pfarrkirche Weigelsdorf                                                                                | Pfarrkirche Weigelsdorf         |

## Dekanat Weigelsdorf
Es umfasst zehn Pfarren.
Diözesaner Entwicklungsprozess
Am 29. November 2015 wurden für alle Pfarren der Erzdiözese Wien Entwicklungsräume definiert. Die Pfarren sollen in den Entwicklungsräumen stärker zusammenarbeiten, Pfarrverbände oder Seelsorgeräume bilden. Am Ende des Prozesses sollen aus den Entwicklungsräumen neue Pfarren entstehen. Im Dekanat Weigelsdorf wurden folgende Entwicklungsräume festgelegt:
- Ebreichsdorf, Pottendorf Unterwaltersdorf, Wampersdorf und Weigelsdorf
  - Subeinheit 1: Ebreichsdorf, Unterwaltersdorf und Weigelsdorf
  - Subeinheit 2: Pottendorf und Wampersdorf
- Au am Leithaberge, Deutsch-Brodersdorf, Hof am Leithaberge, Reisenberg und Seibersdorf
  - Subeinheit 1: Au am Leithaberge und Hof am Leithaberge
  - Subeinheit 2: Reisenberg und Seibersdorf
  - Subeinheit 3: Deutsch-Brodersdorf

Die Pfarre Ebenfurth wurde am 1. September 2016 Teil des Dekanats Wiener Neustadt.
Dechanten
- Mag. Pawel Wojciga ist Dechant und Moderator der Pfarren Ebreichsdorf, Unterwaltersdorf und Weigelsdorf.